# Ed Walsh
Edward Augustine Walsh (Plains Township, 14 maggio 1881 – Pompano Beach, 26 maggio 1959) è stato un giocatore di baseball e allenatore di baseball statunitense che ha giocato nel ruolo di lanciatore nella Major League Baseball (MLB). Detiene la migliore media PGL della storia della MLB (1.82) ed è stato introdotto nella National Baseball Hall of Fame nel 1946.

## Carriera
Walsh debuttò nella MLB nel 1904 con i Chicago White Sox e lanciò la sua prima stagione completa nel 1906, con un record di 17 vittorie e 13 sconfitte, 1.88 di media PGL e 171strikeouts. In gara 3 delle World Series 1906, vinte dai White Sox contro i Chicago Cubs in sei gare, Walsh mandò strikeout l'allora record delle World Series di 12 battitori. Mandò anche strikeout almeno un battitore in ogni inning, un'impresa replicata in seguito solo da Bob Gibson nelle World Series 1968. Da quella stagione fino al 1912, Walsh mantenne una media di 24 vittorie e 220 strikeouts ed ebbe una media PGL inferiore a 2.00 in cinque occasioni. Guidò anche la lega in salvezze cinque volte in quell'arco di tempo. La sua migliore annata fu quella del 1908, quando ebbe un record di 40–15, con 269 strikeouts, 6 salezze e 1.42 di media PGL, guidando l'American League in vittorie e strikeout. Nel 1910 ebbe la migliore media PGL (1.27) per un lanciatore con almeno 20 gare come partente e un record negativo. Quell'anno stabilì anche il primato dell'American League con 464 inning lanciati in una stagione. Il 27 agosto 1911 Walsh lanciò un no-hitter nella vittoria sui Boston Red Sox per 5-0.
Le ultime stagioni della carriera le prestazioni di Walsh iniziarono a calare a causa del sovrautilizzo nei suoi anni precedenti. Dopo essere stato svincolato dai Red Sox, disputò un'ultima stagione con i Boston Braves nel 1917. Nel 1999 fu inserito da The Sporting News‍ all'82º posto nella classifica dei migliori cento giocatori di tutti i tempi.

## Palmarès

### Club
- World Series: 1

Chicago White Sox: 1906

### Individuale
- Leader della MLB in vittorie: 1

1908
- Leader dell'American League in media PGL

1907, 1910
- Leader della MLB in strikeout

1908, 1911